# Bílovice-Lutotín
Bílovice-Lutotín es una población del Distrito de Prostějov,  Región de Olomouc en la República Checa y tiene cerca de 515 habitantes.